# Plužina (gmina Svrljig)
Plužina (cyr. Плужина) – wieś w Serbii, w okręgu niszawskim, w gminie Svrljig. W 2011 roku liczyła 255 mieszkańców.